# Nostalgia (徳永英明のアルバム)
『Nostalgia』（ノスタルジア）は、德永英明8枚目のスタジオ・アルバム。1993年12月10日発売。

## 概要
前作『Revolution』から2年2ヶ月振りのオリジナル・アルバム。アルバムタイトル曲「Nostalgia」はヘビーな曲だからという理由で本作には収録されず当初は本作を携えたライブツアーのみで歌われていた（その後シングル「永遠の果てに」カップリングに収録）。
先行シングル「僕のそばに」のカップリング曲「星と月のピアスと君の夢」は未収録。
初盤はバンダイ・ミュージックエンタテインメント（1993年時はアポロン）が2000年に解散したことを受け廃盤となり、現在の流通盤は2003年に発売されたユニバーサル盤。

## 収録曲
（特記以外）作詞・作曲：德永英明／編曲：国吉良一
1. 過ちの夏
  - ジャジーなアレンジの曲であり、曲順を決める際に他の曲と雰囲気が違いすぎるため、1曲目にしか置きようがなかったとのこと。徳永自身が女性目線で作詞したのは本曲が初めてである[1]。
2. Navigation
  - 歌詞の一人称が珍しく「俺」の曲。
3. Money
  - バブル経済やジュリアナ東京に対する皮肉で作った曲とのこと[1]。
4. 僕のそばに
  - 18thシングル。心の中の、人に見せられないぐらい恥ずかしい部分を思いきりナルシスティックに出して、挨拶代わりに新しいファンが増えればいいと思って書いた曲だとのこと。自分らしい詞・曲になっていると思うと語っている[1]。
5. 魂の願い
  - 本作の核となる曲。「TRY AGAIN」という言葉が歌詞のキーワードになっている。あるドキュメンタリー番組の中で、女子大生が「生まれてきた時代を間違えた」と言っていたのを見て、「なんでこんなこと考えるんだろう」と思ったことがきっかけで作った曲。作り終わってから、メッセージはその女子大生に向けてではなく、自分自身に向けてのメッセージだと気づいたとのこと。本作を作る1～2年前から精神的・肉体的にもボロボロになっており、聴き直してみて「このアルバムを作って良かった」と感じたと語っている[1]。テレビ朝日系「ミュージックステーション」でも披露された。
6. また明日は来る
7. FRIENDS
  - 編曲：佐藤準
  - 17thシングル。歌詞に出てくる「FRIENDS」は目に見える友達ではなく、自分の心の中のソウルに向かって「Friends」と呼びかけているという。映画「シンガポールスリング」の構想の中から出てきた曲で、イーグルスの「呪われた夜」にインスパイアされた曲[1]。シングル版では曲の終わりがフェイドアウトだが、こちらではカットアウトになっている。
8. 恋の花
  - 編曲：德永英明
  - 16thシングル「もう一度あの日のように」のカップリング曲で、自身が初めて編曲を手掛けた。リズムのアレンジが難しいと語っている[1]。シングル・ヴァージョンは曲終わりがフェイドアウトだが、こちらではカットアウトになっている。
9. Jealousy
  - 作詞：山田ひろし
  - 本作の中で、唯一自身の作詞ではない曲。卑猥な歌詞になってしまったので、自分での作詞は諦め、山田ひろしに詞をつけてもらったとのこと[1]。
10. もう一度あの日のように
  - 編曲：瀬尾一三
  - 16thシングル。前年にベスト・アルバム『INTRO.II』を発表して、自分の中で一区切りがつき、原点回帰して作った曲。自身にとっての「あの日」というのは、小学校6年生の時、福岡で玄界灘を見ていた、黒い肌に白いランニングシャツを着ていた頃のことだという。中学1年生の時、福岡から大阪に引っ越しして、言葉の違いでいじめにあったという。そこで初めて人間の欲望という現実に直視したとのこと。現実面に対して大人になっていく成長過程の山がそこにあったと感じ、そこから始まったと語っている。「輝き」がこの曲のキーワードになっている。「輝く」とは抽象的であるが、「輝くとは一体何か」、「輝きは一体どこから発せられているのか」を原点に立ち戻って追求していきたいと語っている[1]。